# Robert Zemeckis
Robert Lee Zemeckis (Chicago, Illinois, 1952. május 14. –) litván származású Oscar-díjas amerikai producer, rendező, forgatókönyvíró.
Leghíresebb filmjei közé tartozik a Vissza a jövőbe-trilógia, valamint a Forrest Gump, amivel világhírű ismertséget vívott ki magának. Emellett olyan népszerű filmek rendezője volt, mint a Kényszerleszállás, a Jól áll neki a halál, a Polar Expressz vagy a Számkivetett.

## Fiatalkora és családja
Chicagóban született, Rose és Alphonse Zemeckis gyermekeként. Apja litván-amerikai, anyja olasz-amerikai. Chicago déli részén nőtt fel, tanulmányait a Fenger Academy High School-ban kezdte el. Elmondása szerint egyetlen inspirációja a televízió volt, mivel szülei nem vitték színházba, nem olvasott könyveket, nem hallgatott zenét.
A családja helytelenítette az ötletet, miszerint filmrendező szeretne lenni. Zemeckis erről később elmondta, akkoriban lehetetlennek tűnt, hogy valaki rendező lehessen egy olyan családból, mint az övé.

## Pályafutása
Egyetemi évei alatt készítette el az első filmjét társával, Bob Gale íróval közösen, amit a legendás filmrendező, Steven Spielberg is megnézett. Annyira megtetszett neki, hogy rögtön szárnyai alá vette a két bontakozó tehetséget, 1978-ban már meg is írhatták és rendezhették első igazi filmjüket, ami az Add a kezed! címre hallgatott.
1979-ben már egy saját Spielberg filmen dolgozott, a Meztelenek és bolondok-on, mint forgatókönyvíró, a siker azonban elmaradt és mindenki értetlenül állt a sikeres rendező botlásán, a reflektorfény azonban hamar Zemeckisre irányult.
A Tragacsparádé és A smaragd románca megrendezése után azonban megjött az igazi siker: 1985-ben elkészítette a Vissza a jövőbe trilógia első részét, melynek kezdeti fázisában még nem is gondolhatta, hogy később BAFTA, Golden Globe és Oscar-díjat is nyerni fog az alkotás. Egy pillanat alatt híressé vált mind Zemeckis, mind a film, így nem volt kétséges, hogy előbb-utóbb folytatása következik.
A Vissza a jövőbe után újra egy mesterművet tett le az asztalra, a célközönség azonban most a gyerekek voltak, de a Roger nyúl a pácban a felnőtteket is nagy valószínűséggel ugyanúgy elkápráztatta, mint a kisebbeket. A Rotten Tomatoes kritikagyűjtő oldal 97%-ra értékelte 61 szavazat alapján, de nem csak az újságírók, hanem a közönség is pozitív véleménnyel volt a filmről.

## Filmográfia
| Év   | Magyar cím                     | Eredeti cím | Feladatkör | Feladatkör | Feladatkör |
| Év   | Magyar cím                     | Eredeti cím | Rendező    | Író        | Producer   |
| ---- | ------------------------------ | --- | ---------- | ---------- | ---------- |
| 1978 |                                | I Wanna Hold Your Hand                                                                                              | Igen       | Igen       | Nem        |
| 1979 | Meztelenek és bolondok         | 1941 | Nem        | Igen       | Nem        |
| 1980 | Tragacsparádé                  | Used Cars | Igen       | Igen       | Nem        |
| 1984 | A smaragd románca              | Romancing the Stone                                                                                                 | Igen       | Nem        | Nem        |
| 1985 | Vissza a jövőbe                | Back to the Future                                                                                                  | Igen       | Igen       | Nem        |
| 1988 | Roger nyúl a pácban            | Who Framed Roger Rabbit                                                                                             | Igen       | Nem        | Nem        |
| 1989 | Vissza a jövőbe II.            | Back to the Future Part II                                                                                          | Igen       | Sztori     | Nem        |
| 1990 | Vissza a jövőbe III.           | Back to the Future Part III                                                                                         | Igen       | Sztori     | Nem        |
| 1992 | Jól áll neki a halál           | Death Becomes Her                                                                                                   | Igen       | Nem        | Igen       |
| 1992 | Gyilkosság villanófényben      | The Public Eye | Nem        | Nem        | Vezető     |
| 1992 | Trespass                       | Trespass | Nem        | Igen       | Vezető     |
| 1994 | Forrest Gump                   | Forrest Gump | Igen       | Nem        | Nem        |
| 1995 | Mesék a kriptából – Démonlovag | Tales from the Crypt Presents: Demon Knight                                                                         | Nem        | Nem        | Igen       |
| 1996 | Törjön ki a frász!             | The Frighteners | Nem        | Nem        | Vezető     |
| 1996 | Mesék a kriptából: Vérbordély  | Tales from the Crypt Presents: Bordello of Blood                                                                    | Nem        | Sztori     | Vezető     |
| 1997 | Kapcsolat                      | Contact | Igen       | Nem        | Igen       |
| 1999 |                                | - Robert Zemeckis on Smoking, Drinking and Drugging - in the 20th Century: In Pursuit of Happiness (dokumentumfilm) | Igen       | Nem        | Nem        |
| 1999 | Ház a Kísértet-hegyen          | House on Haunted Hill                                                                                               | Nem        | Nem        | Igen       |
| 2000 | Temetetlen múlt                | What Lies Beneath                                                                                                   | Igen       | Nem        | Igen       |
| 2000 | Számkivetett                   | Cast Away | Igen       | Nem        | Igen       |
| 2001 | 13 kísértet                    | Thirteen Ghosts | Nem        | Nem        | Igen       |
| 2002 | A szellemhajó                  | Ghost Ship | Nem        | Nem        | Igen       |
| 2003 | Trükkös fiúk                   | Matchstick Men | Nem        | Nem        | Vezető     |
| 2003 | Gothika                        | Gothika | Nem        | Nem        | Igen       |
| 2004 | Polar Expressz                 | The Polar Express                                                                                                   | Igen       | Igen       | Igen       |
| 2005 | Viasztestek                    | House of Wax | Nem        | Nem        | Igen       |
| 2005 | Szlogengyáros családanya       | The Prize Winner of Defiance, Ohio                                                                                  | Nem        | Nem        | Igen       |
| 2006 | Az utolsó vakáció              | Last Holiday | Nem        | Nem        | Vezető     |
| 2006 | Rém rom                        | Monster House | Nem        | Nem        | Vezető     |
| 2007 | Beowulf – Legendák lovagja     | Beowulf | Igen       | Nem        | Igen       |
| 2007 | A tíz csapás                   | The Reaping | Nem        | Nem        | Igen       |
| 2009 | Karácsonyi ének                | A Christmas Carol                                                                                                   | Igen       | Igen       | Igen       |
| 2010 |                                | Behind the Burly Q                                                                                                  | Nem        | Nem        | Vezető     |
| 2011 | Anyát a Marsra                 | Mars Needs Moms | Nem        | Nem        | Igen       |
| 2011 | Vasököl                        | Real Steel | Nem        | Nem        | Vezető     |
| 2012 | Kényszerleszállás              | Flight | Igen       | Nem        | Igen       |
| 2012 |                                | Bound by Flesh (dokumentumfilm)                                                                                     | Nem        | Nem        | Vezető     |
| 2015 | Kötéltánc                      | The Walk | Igen       | Igen       | Igen       |
| 2015 |                                | Doc Brown Saves the World (rövidfilm)                                                                               | Igen       | Igen       | Nem        |
| 2016 | Szövetségesek                  | Allied | Igen       | Nem        | Igen       |
| 2018 | Isten hozott Marwenben         | Welcome to Marwen                                                                                                   | Igen       | Igen       | Igen       |
| 2020 | Roald Dahl: Boszorkányok       | The Witches | Igen       | Igen       | Igen       |
| 2018 | Pinokkió                       | Pinocchio | Igen       | Igen       | Igen       |
| 2024 | Itt                            | Here | Igen       | Igen       | Igen       |

## Díjai
- 1986:  David di Donatello-díj – legjobb külföldi forgatókönyv – Vissza a jövőbe
- 1986: Hugo-díj – legjobb forgatókönyv – Vissza a jövőbe
- 1989: Hugo-díj – legjobb forgatókönyv – Roger nyúl a pácban
- 1994: Amerikai Filmkritikusok Díja – legjobb film – Forrest Gump
- 1995: Oscar-díj – legjobb rendező – Forrest Gump
- 1995: Golden Globe-díj – legjobb rendező Forrest Gump
- 1995: Amerikai Rendezők Céhének díja – kiemelkedő rendezői teljesítmény Forrest Gump
- 1998: Hugo-díj – legjobb forgatókönyv Kapcsolat